# アンダーワールド ビギンズ
『アンダーワールド ビギンズ』（原題：Underworld: Rise of the Lycans）は、2009年公開のアメリカ映画。アンダーワールドシリーズの3作目。前2作の前日譚で、吸血鬼と人狼たちの戦いのきっかけを描いている。シリーズの第一作から主役のセリーン役を務めたケイト・ベッキンセイルは、別人であるが容姿が酷似しているという設定のソーニャ役での出演が期待されていたがソーニャ役はローナ・ミトラが務めている。

## 概要
主人公セリーンがなぜ厳しい戦いの中に身を置くことになったのかという物語の起源に迫る。監督は本シリーズのクリーチャー・デザインを手掛けてきたパトリック・タトポロスが務める。

## ストーリー
はるか昔、吸血鬼族であるヴァンパイアは狼男族であるライカンを奴隷としていた。その時代には、女処刑人セリーンと瓜二つの女性戦士ソーニャの姿があった。彼女はヴァンパイア一族の長老ビクターの娘だったが、ライカンのルシアンと道ならぬ恋に落ち……。

## 登場人物

### 吸血鬼（ヴァンパイア）族
ソーニャ
演 - ローナ・ミトラ、日本語吹替 - 安藤麻吹
ヴァンパイアの女戦士で当代最強の女処刑人。ビクターの娘。評議会の議員の席に就いている。
表向きは狼男を見下しているが、秘密裏にルシアンと交際。
ビクター
演 - ビル・ナイ、日本語吹替 - 小川真司
三長老の一人で当時の評議会の議長を務めていた。
厳格で冷酷な人物。
アンドレアス・タニス
演 - スティーヴン・マッキントッシュ、日本語吹替 - 清水明彦
ビクターの秘書的な存在。吸血鬼会議で書記を務めている。評議会の席を狙っており、議員の席を明け渡す密約をソーニャと交わした。
セリーン
演 - ケイト・ベッキンセイル、日本語吹替 - 田中敦子
モノローグとラストシーンのみ登場。
クレイヴン
演 - シェーン・ブローリー、日本語吹替 - 小山力也

### 狼男（ライカン）族
ルシアン
演 - マイケル・シーン、日本語吹替 - 大塚芳忠
ライカンの始祖。
生まれたときにビクターは本能的に殺そうと考え殺されかけたが、利用性があると考え直しビクターは彼を生かした。
レイズ
演 - ケヴィン・グレヴィオー、日本語吹替 - 大友龍三郎
元々は人間の奴隷だったが狼男に咬まれて狼男になる。
ルシアンの副官。

### 人狼
ウィリアム系狼男。
ライカンと違い、人間に戻れない。
2作目で出てきた始祖狼男のウィリアムと似た容姿をしている。
ライカンの始祖ルシアンに従う。
物語終盤にルシアンの危機に無数の人狼が助けにやって来た。

## メディアミックス
IDWパブリッシングからケヴィン・グレヴィオーによるミニシリーズ2巻が出ている。